# راغنفالد بلاكستاد
راغنفالد بلاكستاد (بالنرويجية البوكمول: Ragnvald Blakstad)‏ هو شخصية أعمال نرويجي، ولد في 20 مايو 1866 في أسكر في النرويج، وتوفي في 26 أبريل 1929 في لندن في المملكة المتحدة.